# Moneda de 5 centavos de Estados Unidos
La moneda de cinco centavos de dólar o Jefferson nickel (coloquialmente llamada "nickel") es una moneda circulante en los Estados Unidos. Existen varias versiones de esta moneda, la actual es la llamada "Jefferson nickel", aunque la primera fue llamada "half dime" (medio diez) y fue acuñada durante la década de 1790.

## Características
- Diámetro: 21,21 mm
- Espesor : 1.95 mm.
- Peso: 5,00 gramos
- Aleación: 75% cobre + 25% níquel
- Canto: liso

El reverso tiene como diseño el Monticello (residencia del presidente Thomas Jefferson), el lema tradicional de los Estados Unidos (E Pluribus Unum), el valor facial y el nombre del país y en el anverso se puede apreciar la palabra que contienen todas las monedas de Dólar estadounidense, liberty, el lema oficial de los Estados Unidos (In God We Trust), el año de acuñación y el retrato del tercer presidente estadounidense, Thomas Jefferson.